# Un homme appelé Karaté
Pour plus de détails, voir Fiche technique et Distribution.
Un homme appelé Karaté (Sette ore di violenza per una soluzione imprevista) est une giallo italien réalisé par Michele Massimo Tarantini et sorti en 1973.

## Synopsis
Le tueur George Anderson, soumis au chantage de l'avocat Plastiropoulos qui le menace de diffuser des négatifs de photographies témoignant d'un précédent crime, accepte d'éliminer Mike Papadopoulos, le contremaître de l'armateur Kavafis. Ce dernier tente à plusieurs reprises de mettre fin à la vie d'Anderson, qui trouve une protection auprès de la jeune veuve d'un pilote, Elena Karlatos, tombée amoureuse de lui. Il découvre bientôt que c'est Kavafis lui-même qui a commandité le meurtre du directeur du chantier naval, qui le faisait chanter à cause de fraudes répétées contre une compagnie d'assurances.

## Fiche technique
- Titre français : Un homme appelé Karaté ou Sept Heures de violence pour un karatéka[1]
- Titre original italien : Sette ore di violenza per una soluzione imprevista[2],[3]
- Réalisateur : Michele Massimo Tarantini
- Scénario : Sauro Scavolini, Giorgio Capitani, Lucio Chiavarelli, Paolo Levi
- Photographie : Federico Zanni
- Montage : Antonietta Zita (it)
- Musique : Alessandro Alessandroni
- Décors : Giacomo Calò Carducci
- Costumes : Dafne Ciarrocchi
- Maquillage : Pietro Tenoglio
- Production : Vittorio Galiano, Marcello Romeo, Luciano Martino
- Société de production : Galassia Film • Dania Film
- Pays de production :  Italie
- Langue de tournage : italien
- Format : Couleur par Eastmancolor • 2,35:1 • Son mono • 35 mm
- Durée : 93 minutes (1 h 33)
- Genre : Giallo
- Dates de sortie :
  - Italie : 15 novembre 1973
  - France : 31 décembre 1975

## Distribution
- George Hilton : George Anderson
- Rosemarie Dexter : Elena Karlatos
- Steffen Zacharias : l'avocat Fastiropoulos
- Claudio Nicastro : l'ingénieur Kavafis
- Giampiero Albertini : Commissaire Athanasiatis
- Gianni Musy : Mike Papadopoulos
- Carlo Gaddi : commissaire adjoint
- Ernesto Colli : Tomassian
- George Wang : l'assassin chinois
- Greta Vaillant : Greta Papadopoulos
- Renata Zamengo : Melina